# Csonkahegyhát
Csonkahegyhát Zala vármegye Zalaegerszegi járásában, a megye északi részén, Zalaegerszegtől délnyugatra fekvő település, körjegyzőségi székhely. A Göcsej legmagasabban fekvő falva, 291 méterrel a tengerszint felett található. Csonkahegyhát közigazgatási határán belül emelkedik a Kandikó, ami 303 méteres magasságával a tájegység legmagasabb pontja.

## Közlekedés
A település a Zalaegerszeget Becsvölgyén és Pórszombaton át Lenti északi agglomerációjával összekötő 7405-ös út mentén fekszik. Közvetlen szomszédságában négy olyan, többé-kevésbé zsákfalunak tekinthető település is van, amelyekre innen lehet eljutni: központja felől Kustánszegre a 74 117-es és Németfaluba a 74 118-as úton, belterületének északi részéről Pálfiszegre a 74 116-os úton, külterületének északi pereméről pedig Milejszegre a 74 114-es úton.
Zalaegerszeggel sűrű autóbusz összeköttetésben áll. A környező települések járatai mind érintik a falut.

## Története
A település első említése 1272-ből való, ám feltehetőleg a 15. században kihalt, legközelebb a 19. században éledt újjá először halmaz-, majd egyutcás településként.
Az első katonai felmérés térképén a mai falu helyén földrajzi névként szerepel a Csonka-hegy, elnevezése valószínűleg ide vezethető vissza.
A térség útjai mind keresztezik a települést, így az elkövetkező időszakban hamar fontos központtá vált a község. Ma a Milejszeggel és Pálfiszeggel közösen fenntartott körjegyzőség székhelye.

## Közélete

### Polgármesterei
- 1990–1994: Minorics István (független)[4]
- 1994–1998: Minorics István (független)[5]
- 1998–2002: Minorics István (független)[6]
- 2002–2006: Minorics István (független)[7]
- 2006–2010: Salamon Mária (független)[8]
- 2010–2014: Salamon Mária (független)[9]
- 2014–2019: Salamon Mária (független)[10]
- 2019–2024: Kustán Gyula (független)[11]
- 2024– : Kustán Gyula (független)[1]

A településen a 2006. október 1-jén megtartott önkormányzati választás után, a polgármester-választás tekintetében nem lehetett eredményt hirdetni, az első helyen kialakult szavazategyenlőség miatt. Aznap a 280 szavazásra jogosult lakos közül 233 fő járult az urnákhoz, hárman érvénytelen szavazatot adtak le, az érvényes szavazatok közül pedig 61-61 esett a független jelöltek egyikére, Salamon Máriára és az egyetlen pártjelöltre, a Fidesz-színekben induló Szuszics Lajosra.
Az eredménytelenségben közrejátszott, hogy ezen a választáson a csonkahegyhátiak voksai kereken tíz jelölt között oszlottak szét, ami abban az évben országosan is rekordnak minősülő szám volt. Ilyen nagy számú jelöltre abban az évben sehol máshol az országban nem lehetett szavazni, más választási években is kifejezetten ritkaságszámba ment, hogy egy település polgármesterjelöltjeinek a száma két számjegyű (10 vagy netán annál is több) legyen.
Az eredménytelenség miatt szükségessé vált időközi polgármester-választást 2006. december 17-én tartották meg, ezúttal már csak négy jelölt részvételével. Ez a helyzet Salamon Máriának kedvezett a legjobban: minden ellenfelét messze megelőzve végzett az élen 47,32%-os eredményével, és mindössze hat szavazat hiányzott hozzá, hogy a voksok abszolút többségét is magáénak tudhassa.

## Népesség
A település népességének változása:
| Lakosok száma | 326  | 327  | 322  | 293  | 324  | 322  | 331  |
|               | 2013 | 2014 | 2015 | 2021 | 2022 | 2023 | 2024 |

A 2011-es népszámlálás idején a nemzetiségi megoszlás a következő volt: magyar 96,4%, cigány 0,98%. A lakosok 53,3%-a római katolikusnak, 24,7% reformátusnak, 1,8% evangélikusnak, 2,4% felekezeten kívülinek vallotta magát (16,56% nem nyilatkozott).
2022-ben a lakosság 92%-a vallotta magát magyarnak, 0,6% ukránnak, 0,3-0,3% szlovénnek, németnek és horvátnak, 2,8% egyéb, nem hazai nemzetiségűnek (7,7% nem nyilatkozott; a kettős identitások miatt a végösszeg nagyobb lehet 100%-nál). Vallásuk szerint 34,6% volt római katolikus, 18,2% református, 0,3% görög katolikus, 0,3% egyéb keresztény, 2,8% felekezeten kívüli (42,9% nem válaszolt).

## Érdekességek
- Szerepel a település és annak 1963-tól ott szolgáló körzeti megbízott rendőre, Miszori Ferenc Moldova György író 1988-ban kiadott, Bűn az élet című rendőrségi témájú riportregényének Zala megyét érintő fejezetében; a kötet szerint a már a nyugdíjazáshoz közeledő körzeti megbízotthoz abban az időben tizennégy település tartozott.